# 长柄瓦韦
长柄瓦韦（学名：Lepisorus petiolatus）为水龙骨科瓦韦属下的一个种。

## 扩展阅读
- 維基物種上的相關：长柄瓦韦